# 洛吉亞河
11°43′10″N 40°59′57″E / 11.7195°N 40.9993°E
洛吉亞河是埃塞俄比亞的河流，位於該國中東部，屬於阿瓦什河的左支流，流域面積3,152平方公里，發源自埃塞俄比亞高原，河口處在塞梅拉附近。